# Park Fire

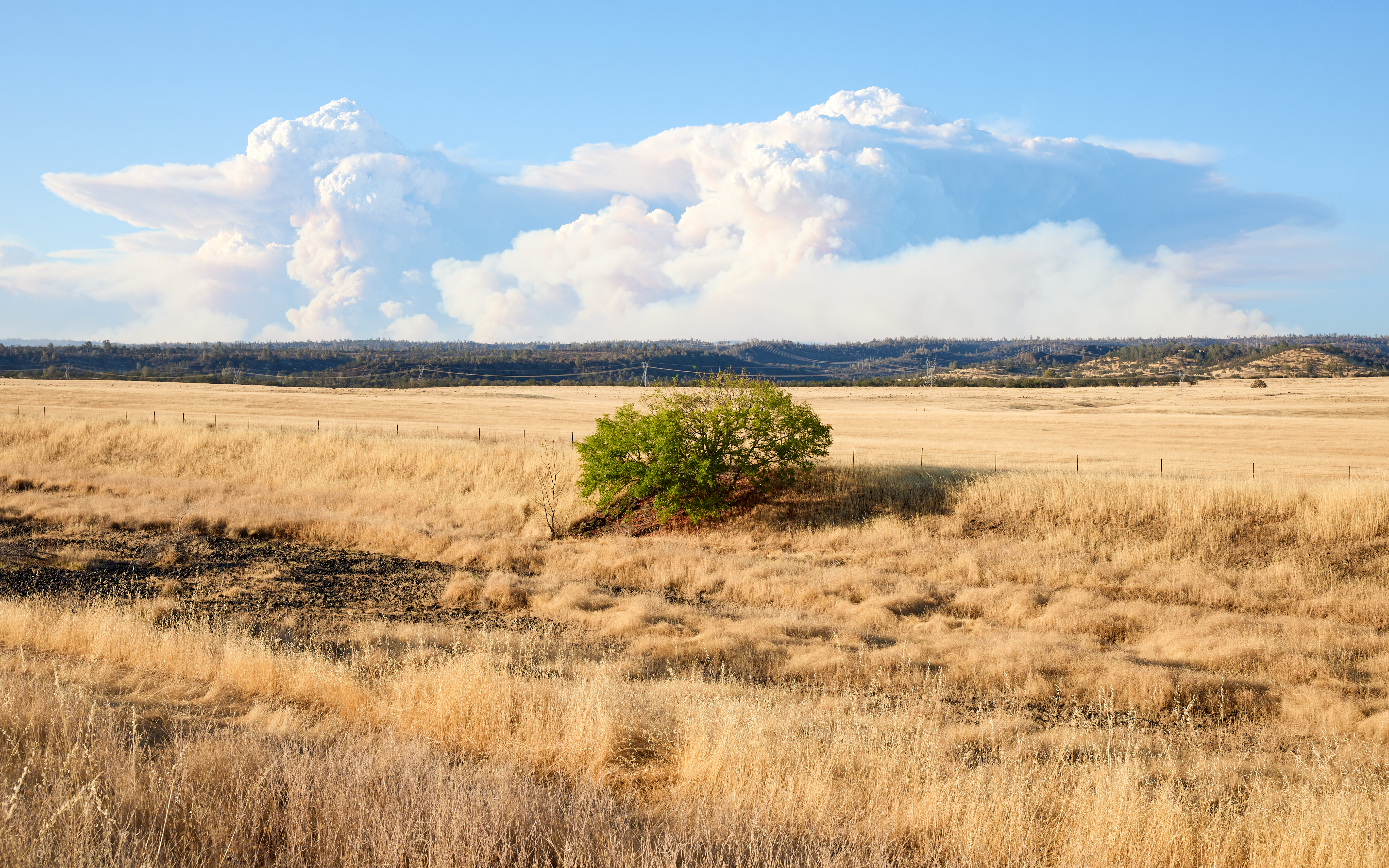
Rauchwolke aus großer Entfernung, 26. Juli 2024

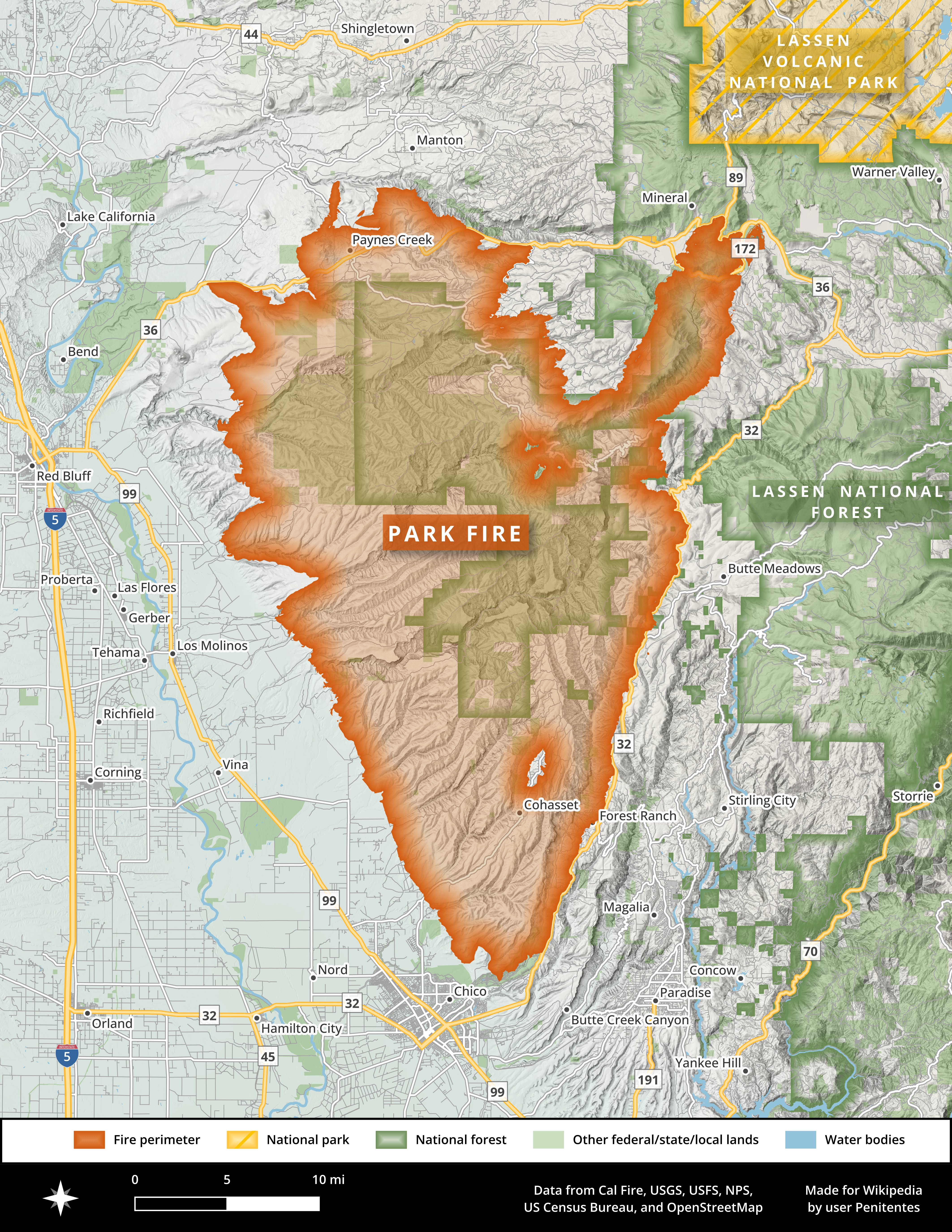
Ausdehnung des Feuers.

Das Park Fire war ein Flächenbrand während der kalifornischen Waldbrandsaison 2024, der in den vier Counties Butte, Tehama, Shasta, und Plumas weite Flächen verwüstete. Das Feuer brach während einer Hitzewelle am 24. Juli 2024 nördlich von Chico aus und dehnte sich im weiteren Verlauf auf eine Größe von 429.603 Acres (1.739 km²) aus, bis es Ende September 2024 vollständig eingedämmt wurde. Damit war das Feuer der bislang größte Waldbrand Kaliforniens in der Brandsaison 2024, der größte seit dem Dixie Fire 2021 sowie der viertgrößte seit Beginn systematischer Aufzeichnungen im Jahr 1932.
Sowohl in Butte als auch Tehama County wurde der Notstand ausgerufen. Mindestens 709 Gebäude wurden zerstört, 54 weitere beschädigt, Tausende weitere waren zeitweise bedroht. Zur Brandbekämpfung waren zeitweise rund 6600 Feuerwehrleute gleichzeitig im Einsatz.

## Ausgangsbedingungen
Das Feuer brach zusammen mit zahlreichen weiteren Feuern während einer schweren Hitzewelle im Westen der USA aus, die seit Wochen anhielt und Rekorde aufstellte. Der Juli 2024 war der heißeste Monat in Kalifornien seit Beginn der Aufzeichnungen. Vor Ausbruch des Feuers herrschten in der Region, in der das Park Fire ausbrach, tagelang Temperaturen von mehr als 100 °F (38 °C), die die Vegetation austrockneten.
Experten führen die extreme Ausbreitung des Feuers auf einen „perfekten Sturm“ aus Hitze, trockenen Bedingungen, brennbarer Vegetation sowie einer Landschaft zurück, die seit Jahrzehnten kein Feuer mehr erlebt hat. Auch erschwert die Topographie die Brandbekämpfung und es herrschten zeitweise Red-Flag-Bedingungen – also windiges, trockenes und heißes Wetter, das die Brandausbreitung stark begünstigt. Durch den Wind wurden zudem brennende Holzstücke mitgerissen und teils in weiter Entfernung wieder abgeregnet, was ebenfalls zur starken Ausbreitung beitrug.
Als Hauptursache für die extrem rasche Verbreitung wurden die zwei aufeinanderfolgenden feuchten Winter 2022/23 und 2023/24 sowie die infolge der wochenlangen extremen Hitzewelle außerordentlich trockene Vegetation ausgemacht. Zwar herrscht keine Dürre, jedoch trocknete die Hitze das Laub aus, was dem Feuer leicht entzündlichen Brennstoff lieferte. In der betroffenen Region war der Juli der heißeste seit Beginn der Aufzeichnungen.
Auch der menschengemachte Klimawandel trägt zu der explosiveren Verbreitung von Bränden bei. Der Weltklimarat IPCC hielt in seinem 2022 erschienenen Sechsten Sachstandsbericht fest, dass der menschengemachte Klimawandel in Nordamerika zu wärmeren und trockeneren Bedingungen geführt hat, die Flächenbrände begünstigen. Sowohl die Zahl großer Waldbrände als auch die verbrannte Fläche im Westen der USA ist in den vergangenen Jahrzehnten angestiegen. Der IPCC verweist auf Attributionsstudien, wonach der Klimawandel für den Anstieg der verbrannten Fläche in Kalifornien verantwortlich ist. Im ganzen Westen der USA ist der Hauptgrund hierfür der Rückgang der Niederschläge, gefolgt von dem Anstieg der Temperaturen, während für Kalifornien alleine der Anstieg der Temperaturen und damit die Aridisierung der wichtigste Grund für den Anstieg verbrannter Fläche ausgemacht wurde. Der Klimawandel führt im Westen der USA gemäß IPCC sowohl zu länger andauernden Brandsaisons als auch zu trockenerem Brennstoff. Für die weitere Zukunft prognostiziert der IPCC einen Anstieg der Feueraktivität in vielen Teilen Nordamerikas durch längere Brandsaisons, langfristige Erwärmung und mehr Blitzeinschläge in Teilen der USA.

## Verlauf

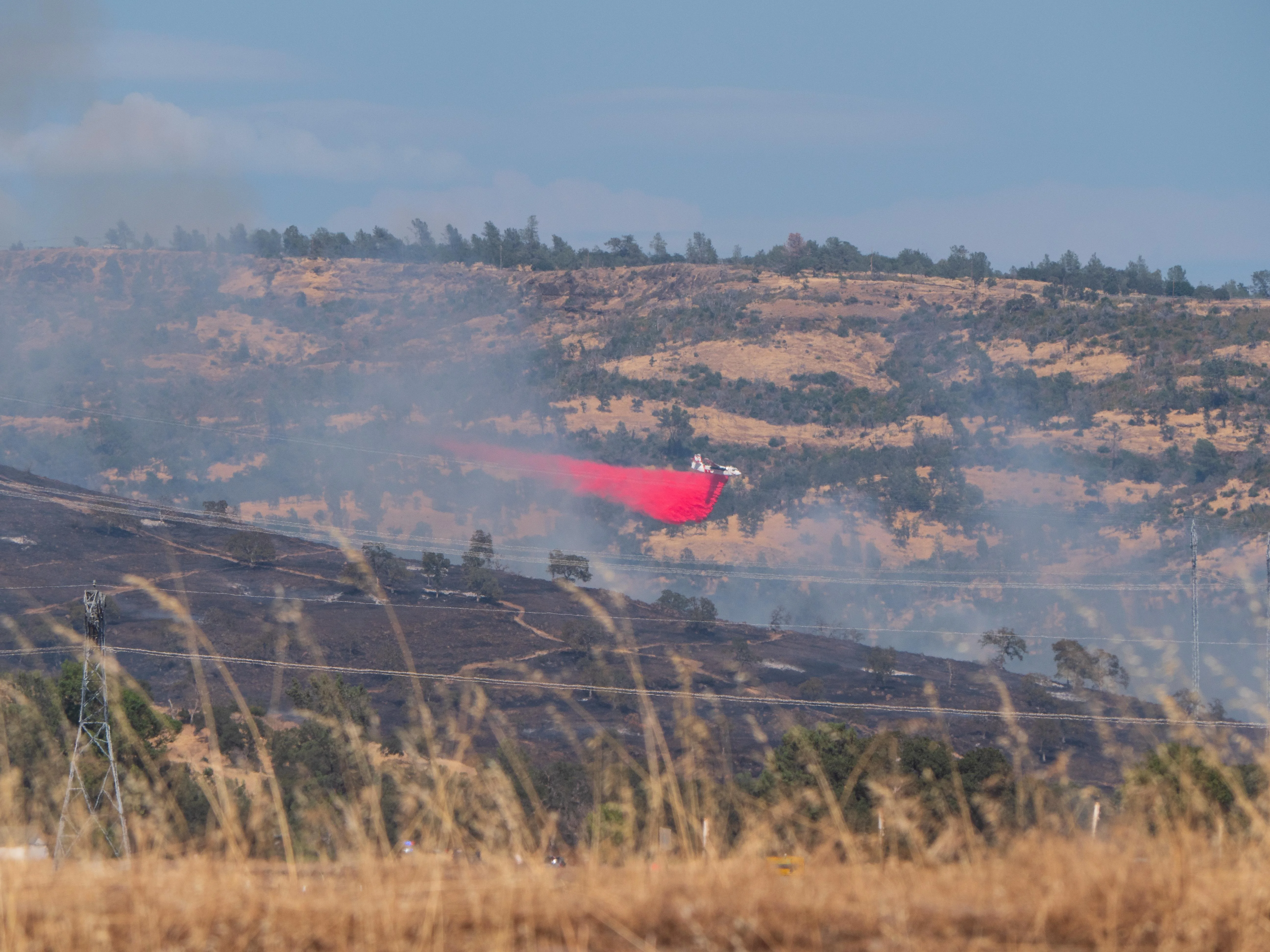
Löschflugzeug im Einsatz, 24. Juli 2024

Das Feuer brach am 24. Juli gegen 15 Uhr im Bidwell Park, dem Stadtpark von Chico, aus und dehnte sich bis zum Einbruch der Nacht auf ca. 24 km² aus. Verursacher des Feuers war wahrscheinlich ein 42-jähriger Mann mit Wohnsitz in Chico, der nach Zeugenaussagen im oberen Bidwell Park ein Auto anzündete und einen Abhang hinunterstieß. Der Verdächtige war 2020 wegen Fahrens unter Rauschmitteleinfluss verurteilt worden und stand immer noch unter Bewährungsauflagen, als er den Brand gelegt haben soll. Er war in der Vergangenheit bereits wegen sexueller Gewalt an Kindern sowie wegen schweren Raubes zu 20 Jahren Haft verurteilt worden.
Der Brand ereignete sich in derselben Region wie in der Waldbrandsaison 2018 das verheerende Camp Fire, das mit 85 Toten der tödlichste Flächenbrand Kaliforniens war. Für die Stadt Paradise, die damals schwer getroffen wurde, gelten Evakuierungvorwarnungen.
Zwischenzeitlich wuchs das Feuer stündlich um ca. 16 bis 20 km² an. Zeitweise kam es zu extremen Brandbedingungen, bei denen das Feuer unter anderem Gewitterbedingungen analog Superzellen und Feuertornados produzierte. Auf Satellitenaufnahmen wurden zudem Pyrocumulonimbus-Wolken dokumentiert.
Bereits nach 2 Tagen war es das zwanzigstgrößte Feuer in Kaliforniens Geschichte. Am 26. Juli wuchs es um ca. 600 km² (150.000 Acres) an und verdoppelte dabei etwa seine Größe.
Am 27. Juli erreichte es eine Ausdehnung von mehr als 1400 km², war zu 0 % eingedämmt  und größer als Los Angeles. An diesem Tag fielen die Temperaturen auf etwas unter 30 °C, zudem nahm die Luftfeuchtigkeit zu, sodass die Brandbekämpfung erleichtert wurde.
Bis zum 29. Juli war es auf eine Größe von 370.237 Acres (1.498 km²) angewachsen. Damit war es zu dem Zeitpunkt das sechstgrößte Feuer in Kalifornien seit Beginn der Aufzeichnungen.

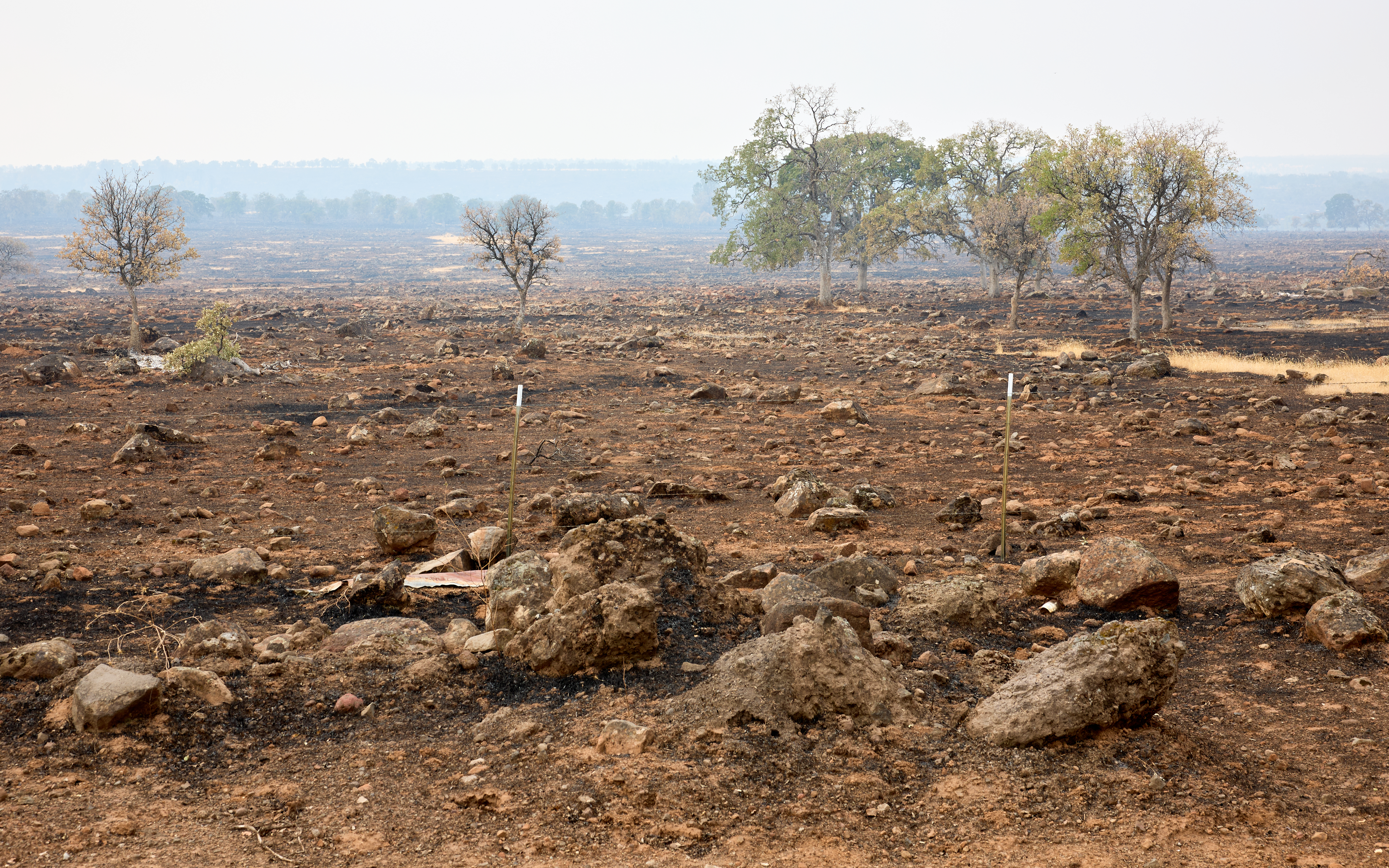
Brandschäden entlang Highway 36 östlich der Ortschaft Paynes Creek in Tehama County am 3. August

Nachdem sich mehrere Tage lang nur wenig ausdehnte, kam es am 5. August infolge von trocken-heißem Wetter im nordöstlichen Bereich zu einem starken Anstieg der Brandaktivität, bei dem das Feuer sich um ca. 13.000 Acres (53 km²) auf 414.042 Acres (1.676 km²) ausdehnte.
Am 21. August hatte das Feuer eine Ausbreitung von 429.460 Acres (1.738 km²) erreicht und war zu 57 % eingedämmt. Die Behörden gaben eine Warnung vor Überflutungen aufgrund von Sturm und Gewitter mit möglichen starken Regenfällen heraus. Wo diese auftreten, könnten „Murgänge aus Fels, Schlamm, Vegetation und anderem lockeren Material“ auftreten. Gleichzeitig warnte Cal Fire davor, dass der Brennstoff in der Region weiterhin sehr trocken sei und damit empfänglich für neue Entzündungen und die anschließende Ausbreitung des Feuers.
Am 21. September war es mit 429.603 Acres (1.739 km²) das viertgrößte Feuer seit Beginn der Aufzeichnungen in Kalifornien. Zu dem Zeitpunkt war es zu 99 % eingedämmt.
Am 26. September 2024, etwas über 2 Monate nach Ausbruch, verkündete Cal Fire, dass der Brand nun vollständig eingedämmt sei.

## Folgen

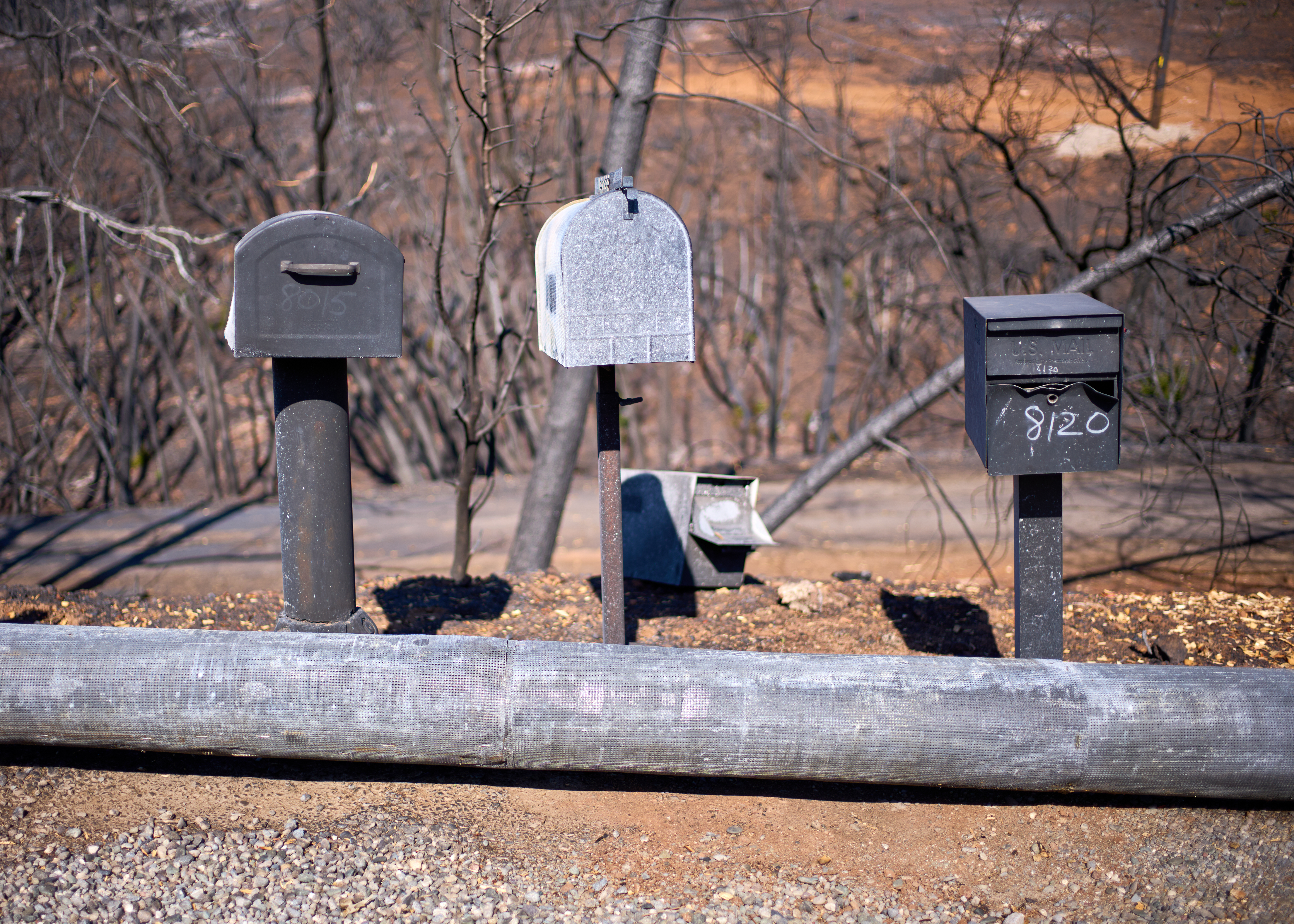
Die kleine Ortschaft Cohasset nördlich von Chico wurde von dem Feuer stark getroffen

Sowohl in Butte als auch Tehama County wurde der Notstand ausgerufen. Etwa 8700 Menschen wurden vor dem Feuer evakuiert. Mindestens zwei Menschen wurden verletzt. Mindestens 709 Gebäude wurden zerstört, 54 weitere beschädigt.
Drei Feuerwehrleute mussten wegen Hitzefolgen behandelt werden.
Rauch des Feuers zog unter anderem bis Nevada. Dort wurden Warnungen vor den gesundheitsschädlichen Folgen des Rauchs herausgegeben und der Bevölkerung empfohlen, im Gebäude zu bleiben und Türen und Fenster geschlossen zu halten.